# Zofiówka (chutor)
Zofiówka, Zofijówka (ukr. Софіївка) – dawny chutor na Ukrainie w rejonie czortkowskim, należącym do obwodu tarnopolskiego.
Znajdowała się 3 km na północ od wsi Peremiłów. Miejscowość skasowano w związku z przesiedleniem mieszkańców do Peremiłowa w pierwszej połowie lat 50. XX w.

## Historia
Zofiówka to dawna kolonia mazurska. 1 kwietnia 1927 utworzono gminę Zofiówka przez wyodrębnienie serii parceli budowlanych i gruntowych z gminy Chorostków w powiecie kopyczynieckim w województwie tarnopolskim. Blisko Zofiówki (ok. 1 km na północny zachód) przebiegała granica powiatu kopyczynieckiego z trembowelskim.
15 czerwca 1934 gminę Zofiówka przeniesiono do powiatu trembowelskiego z powiatu kopyczynieckiego.
1 sierpnia 1934 r. w ramach reformy na podstawie ustawy scaleniowej Zofiówka weszła w skład nowej zbiorowej gminy Mszaniec. Leżała w wąskim i krętym korytarzu gminy Mszaniec, stanowiącym odległą półeksklawę gminy, wciśniętym między gminy Iławcze i Trembowla w powiecie trembowelskim a gminę Chorostków i miasto Chorostków w powiecie kopyczynieckim.
W lutym 1940 NKWD deportowała wszystkich Polaków z Zofiówki na Syberię, a ich gospodarstwa zostały ograbione i zniszczone. W marcu 1944 nacjonaliści ukraińscy z OUN-UPA zamordowali tutaj 22 Polaków.
W 1943 roku liczba ludności wynosiła 291 (gmina Iławcze).
Po wojnie znalazła się w granicach ZSRR.